# Stokely Carmichael
Kwame Ture, rodným jménem Stokely Standiford Churchill Carmichael (29. června 1941 Port of Spain – 15. listopadu 1998 Konakry) byl významný organizátor afroamerického hnutí za občanská práva ve Spojených státech amerických. Narodil se v hlavním městě Trinidadu, ale od svých jedenácti let vyrůstal v Spojených státech. Na střední školu docházel do Bronx High School of Science, později vystudoval psychologii na Howard University. Byl jedním z lidí, kteří vytvořili hnutí Black Power, nejprve vedením studentského nenásilného koordinačního výboru (Student Nonviolent Coordinating Comittee; SNCC) pod vedením Diane Nashové, později v pozici „čestného premiéra“ strany Black Panther Party (Strana černých panterů), nakonec coby vůdce Celoafrické lidové revoluční strany (All-African People's Revolutionary Party; A-APRP).
Ovlivněn Ellou Bakerovou nebo Bobem Mosesem se začal angažovat v oblasti volebních práv ve státech Mississippi a Alabama. V roce 1964, když demokratický národní sjezd (DNC) odmítl uznat delegáty demokratické mírové strany za Mississippi, byl jako mnoho mladých členů SNCC rozčarován systémem dvou hlavních stran na americké politické scéně. Rozhodl se rozvíjet nezávislé černé politické organizace jako Lowndes County Freedom Organization nebo Černé pantery (v té době jako politickou stranu). Po příkladu Malcolma X definoval filozofii černé (politické) moci (Black Power) a popularizoval ji jak provokativními slovními projevy, tak střídmým psaním o ní.
Ture se v druhé polovině 60. let stal populárním a kontroverzním politickým ideologem a vůdcem černé pleti. J. Edgar Hoover, šéf FBI, tajně identifikoval Carmichaela coby muže, který s největší pravděpodobností zaujme roli „černého mesiáše“ po Malcolmu X. Proto se Ture stal cílem FBI a jejího tajného programu COINTELPRO s cílem zničit jeho osobní život. V roce 1968 se přesunul na africký kontinent. Působil v Ghaně, kde se etabloval, a poté v Guineji, kde přijal nové jméno – Kwame Ture a započal mezinárodní kampaň za revoluční socialistický panafrikanismus.
Zemřel na karcinom prostaty v hlavním městě Guineje, v Konakrách.